# Звагельская, Валерия Евгеньевна
Вале́рия Евге́ньевна Звагельская (5 января 1941, Харбин — 10 июня 2014, Екатеринбург) — советский и российский учёный-архитектор, искусствовед, специалист в области истории градостроительства Урала. Профессор УрГАХУ, Почётный работник высшего профессионального образования Российской Федерации.

## Биография
Родилась 5 января 1941 года в Харбине.
В 1967 году закончила Уральский государственный университет по специальности «Искусствоведение». После окончания вуза работала в проектных и научно-исследовательских организациях. В 1972 году начала работать в Свердловском архитектурном институте на кафедре Истории искусств, преподавала курсы «История искусств», «Истории дизайна» и «Современный зарубежный дизайн и советский дизайн».
В 1984 году Валерия Евгеньевна защитила кандидатскую диссертацию по теме «Гражданская архитектура Урала второй половины XIX — начала XX вв.». Она является автором 30 статей и 4 монографий по истории архитектуры и градостроительства Екатеринбурга и Свердловской области.
За создание монографии «Эклектика в памятниках архитектуры Свердловской области» была отмечена премией губернатора Свердловской области в 2011 году.
Скончалась 10 июня 2014 года в Екатеринбурге. Похоронена на Широкореченском кладбище.

## Награды и звания
- Почётная грамота министерства образования РФ (2002)[2][1]
- Почётный работник высшего профессионального образования Российской Федерации (2008)[2][1]
- Премия Губернатора Свердловской области за выдающиеся достижения в области литературы и искусства (2011)[2][5][1]